# Paragonimose
 Mise en garde médicale
La paragonimose est une distomatose pulmonaire d'origine alimentaire propagée par plusieurs espèces de douves pulmonaires du genre Paragonimus. L'infection a lieu soit par ingestion de crustacés (crabes et écrevisses), hôte des pathogènes appelés métacercaires, soit par consommation de viande crue (ou insuffisamment cuite, par ex. sur un gril) de mammifères vecteurs secondaires de métacercaires.
On a recensé à ce jour plus de quarante espèces de Paragonimus, dont une dizaine est pathogène pour l'Homme. La forme la plus répandue de paragonimose chez l'humain est provoquée par P. westermani, ou ver respiratoire d'Orient.
On estime qu'environ 22 millions d'individus en souffrent chaque année dans le monde. Cette affection est particulièrement répandue en Extrême-Orient. La paragonimose présente des symptômes cliniques très proches de la tuberculose et du cancer des poumons.

## Cycle parasitaire
Les trématodes du genre paragonimus n'infectent pas tous l'humain, mais ils prennent tous des mammifères comme hôte définitif : les tissus respiratoires des mammifères leur permettent de s'enkyster par paires. Hermaphrodites, ils pondent et déposent leurs œufs dans le mucus qui tapisse le tractus respiratoire. Ces œufs sont excrétés par l'hôte, soit par crachat, soit par excrétion au terme de la digestion.
Relargués dans l'environnement, les œufs s'enkystent jusqu'à retrouver des conditions de température et d'humidité propices. Elles passent alors à l'état embryonnaire et forment des larves ciliées appelées miracidia. La dissolution de l'enveloppe de l'œuf permet à la miracidia de nager jusqu'à un hôte secondaire comme une limace, dont elle peut traverser les tissus mous. Chaque miracidium traverse ensuite plusieurs stades de croissance au sein de ce premier hôte : d'abord sous forme de cellules appelées sporocystes, puis comme rédies, lesquelles produisent plusieurs larves vermiformes appelées cercaires. Les cercaires quittent alors le corps de l'hôte pour retrouver l'eau libre. La maturation au sein de l'hôte aura duré de 9 à 13 semaines.
Les cercaires infectent ensuite un second hôte intermédiaire ; ce sont généralement des crustacés :
- des crabes d'eau douce, des genres Barytelphusa, Eriocheir, Geothelphusa, Paratelphusa, Potamiscus, Potamon ;
- des écrevisses du genre Camberoides ;
- ou des crevettes des genres Acrohrachium ou Caridina.

Les cercaires s'enkystent dans les branchies, les foies, les intestins, les muscles articulaires et parfois le cœur de leur hôte pour atteindre le stade de métacercaires. Le deuxième hôte secondaire peut être infecté soit par l'ingestion de limaces, soit par fixation de cercaires nageant dans l'eau.
L'infection par P. westermani est celle dont le mécanisme est le mieux connu. Elle survient par consommation de chair crue ou insuffisamment suite de crustacés infectés.

## Histoire naturelle
Le premier cas d'infection chez l'Homme a été observé en 1879 à Taïwan : une autopsie a retrouvé des vers trématodes adultes, de couleur brun-rouge, de forme ovoïde, dans les poumons du sujet. Les douves adultes sont dotées de deux ventouses : l'une à l'avant en partie supérieure, l'autre ventrale et au milieu du corps. Ces douves peuvent vivre 20 ans. Leurs œufs, asymétriques, sont de teinte brunâtre et dotés d'une membrane protectrice épaisse. Comme on l'a déjà dit, le cycle de vie de ces trématodes est complexe et ne comporte pas moins de sept phases, à travers des hôtes successifs jusqu'à l'homme : 
- les œufs sont pondus dans l'eau où ils évoluent vers le stade de miracidium ;
- ils peuvent alors parasiter diverses espèces de gastéropodes aquatiques (hôte primaire intermédiaire) ce qui leur permet de poursuivre leur évolution : 
  - d'abord en sporocystes ;
  - puis en rédies ;
  - et enfin en cercaires, aussi appelées larves ;
- ces larves relarguées dans l'eau libre parasitent crabes, écrevisses et crustacés (hôtes intermédiaires secondaires). Les cercaires se logent dans les branchies, le foie et les muscles où ils atteignent le stade de métacercaires ;
- si des crustacés parasités sont ingérés par un mammifère, les métacercaires vont pondre leurs œufs dans son intestin. Les douves juvéniles traversent la paroi intestinale, le péritoine, le diaphragme et la plèvre, avant de gagner les poumons ;
- les douves se groupent alors par paires, et déposent leurs œufs dans la glaire d'où ils seront recrachés par l'hôte afin de fermer le cycle reproductif[11].

## Aire de répartition et épidémiologie
On a recensé à ce jour plus de trente espèces de Paragonimi à travers l’Asie, l’Afrique et les deux Amériques : P. westermani prospère en Asie du Sud-Est et au Japon, tandis que P. kellicotti est endémique de l'Amérique du Nord ; les épithètes spécifiques de P. africanus et de P. mexicanus sont suffisamment explicites. Ces trématodes sont des parasites habituels des mammifères consommant les crustacés. Pour l'Homme, l’habitat, la culture et les modes de vie propres aux peuplades asiatiques, africaines et hispaniques riveraines des littoraux, expliquent la fréquence des paragonimoses. On constate aussi que la fréquence de cette maladie croît d'abord entre 15 et 25 ans, puis diminue avec l'âge. Les femmes sont également davantage infectées.

## Symptômes et diagnostic
La paragonimose provoque une pneumonie aux symptômes caractéristiques : des toux prolongées, des douleurs thoraciques, une perte d'haleine et des crachements de sang. En raison des différents symptômes, cette maladie est appelée indifféremment hémoptysie endémique, hémoptysie parasitaire, distomatose pulmonaire d'Extrême-Orient, ou parasitare haemopte. La forme pulmonaire est de loin la plus fréquente, avec 76–90% des cas d'infection. Les formes extra-pulmonaires sont dues à la migration des douves hors du système respiratoire. Par exemple, la paragonimiase cutanée, qui se caractérise par la présence de boutons instables, est fréquente chez les enfants. La migration vers le cerveau est mortelle ; elle s'accompagne de céphalées, de troubles visuels et de handicaps moteurs.
La phase aiguë (contamination et migration) est ponctuée de divers symptômes, qui vont de la diarrhée, aux douleurs abdominales en passant par la fièvre, la toux, de l'urticaire, une hépatosplénomégalie, des anomalies pulmonaires, et de l'éosinophilie. La phase chronique comporte des symptômes respiratoires comme la toux, le crachat de mucus incolore contenant des amas d'œufs, une hémoptysie, et des anomalies radiographiques. Des symptômes beaucoup plus graves apparaissent en cas de migration des douves hors des poumons, particulièrement lorsque le cerveau est touché. Le diagnostic se fonde sur l'observation d’œufs dans le mucus ou les selles au microscope, mais il faut 2 ou 3 mois après l'infection pour que les œufs existent.
Un retard de traitement lié à un diagnostic erroné de tuberculose peut avoir des conséquences graves.

## Traitement
Le principal médicament contre la paragonimose est le Praziquantel, bien qu'on utilise parfois le Bithionol. Le Triclabendazole est efficace contre les infections à P. uterobilateralis, P. mexicanus, et P. skrjabini, mais pas contre P. westermani.